# المجتمع الإسلامي للخدمة المدنية
المجتمع الإسلامي للخدمة المدنية (بالإنجليزية: Civil Service Islamic Society)‏ وتُختصر إلى CSIS هي منظمة تطوعية غير سياسية بريطانية تُمثل التيار الرئيسي للرأي الإسلامي.

## فرضية
أُسِّست المنظمة في فبراير 2005. وهي مجتمع تطوعي غير سياسي، ممثل للرأي الإسلامي السائد في الحكومة المركزية، ومقره في المملكة المتحدة.
تهدف المنظمة إلى البناء على القيم المشتركة بين الأديان لصالح الخدمة المدنية. وتتمثل المهمة في رفع مستوى الوعي بالإسلام، والتأثير على مجالات الاهتمامات وتمكين الموظفين المسلمين من خلال العمل كهيئة تمثيلية للشؤون الإسلامية السائدة.
راعي وسفير المنظمة هو جوس أودونيل ورئيس المنظمة آزاد علي.

## روابط خارجية
- الموقع الرسمي